# Sorin Anca

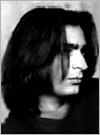
Sorin Anca (2004)

Sorin Anca (* 7. August 1972 in Alba Iulia, Siebenbürgen) ist ein rumänischer Künstler sowie Verfasser von Lyrik.

## Leben
Sorin Anca ist ältester Sohn einer rumänischen Bauernfamilie. Sein Vater starb, als er zehn Jahre alt war. Anca arbeitete als Landmaschinenbauer. Zwei Fluchtversuche aus dem damals von Nicolae Ceaușescu regierten Rumänien scheiterten, einer führte zu einer kurzzeitigen Inhaftierung.
Im Jahr 1990 übersiedelte er nach Deutschland. Seine ersten Plastiken und Skulpturen entstanden 2000. Nachdem er sich 2001 in Donauwörth niedergelassen hatte, schuf er ab 2002 seine Werke Die Engel, welche u. a. im Foyer des Heidelberger Rathauses zu sehen waren. 2003 gründete er die Literaturzeitschrift Galateea.

## Gedichtbände
- În numele tau, Imago, Sibiu 1997
- Lumini prăpăstioase, SA, Dachau 1997
- Lacrima pământului, SA, Dachau 1997
- Nesfârsita nastere / Die endlose Geburt, Barbulescu, München 1998
- Zidirea de viu, Editura Archipelag, Târgu Mureș 1999
- Poeme / Gedichte, Barbulescu, München 2000
- Pictopoeme, Argo, Bonn 2001
- Dincolo de aici, Königsbrunn 2001
- Nabellos, Galateea, Königsbrunn 2003
- Königsbrunner Elegien – oder erste Flugversuche, Barbulescu, München 2005
- Chibrituri arse, Galateea 2023